# La Malédiction de Kullervo
La Malédiction de Kullervo – en finnois Kullervon kirous – est un tableau réalisé par le peintre finlandais Akseli Gallen-Kallela en 1899. Cette huile sur toile est une peinture mythologique illustrant un épisode du Kalevala, l'épopée composée par Elias Lönnrot. Elle représente Kullervo qui maudit sa maîtresse en brandissant un poing après avoir cassé à cause d'elle le couteau qu'il tient à l'autre main. Cette œuvre est conservée au musée d'Art Ateneum, à Helsinki. 